# 周防ケーブルネット
株式会社周防ケーブルネット（すおうケーブルネット、SUO CABLENET）は、山口県柳井市の一部をサービスエリアとする第三セクター方式のケーブルテレビ局である。

## 概要
会社の設立は2003年であるが、この年に地上波でもテレビジョン放送デジタル化が始まったことから開局準備に時間がかかり、結局サービスを開始したのは山口県内でも地上デジタル放送が始まった後の2008年7月1日であった。このため、当初からデジタル放送サービスを前提とし、アナログ放送についてはデジタル難視対策としての位置付けとして、地上波のみサービスが行われ、2011年6月1日に「デジアナ変換」形式へ移行した。
日本で初めてとなる「G-PON」が商用稼働。

## 歴史
- 2001年（平成13年）7月 - 柳井ケーブルテレビ研究会が発足。
- 2003年（平成15年）3月12日 - 本店を山口県柳井市伊保庄5096番地として会社設立。
- 2008年（平成20年）
  - 1月23日 - 総務省中国総合通信局から事業認可を受ける。
  - 4月9日 - 本社を柳井パークホテル 1階に移転。
  - 7月1日 - 開局。
- 2011年（平成23年）6月1日 - アナログ放送サービスを「デジアナ変換」に移行。

## 主な放送チャンネル

### 地上波系列別再送信局
| NHK-G   | NHK-E   | NNN/NNS  | ANN          | JNN        | TXN | FNN/FNS      | JAITS |
| ------- | ------- | -------- | ------------ | ---------- | --- | ------------ | ----- |
| NHK山口 | NHK山口 | 山口放送 | 山口朝日放送 | テレビ山口 |     | テレビ新広島 |       |

山口県内のケーブルテレビ局ではアイ・キャンと共に広島波の区域外再放送を行い、広島に系列局の無いTVQ九州放送を含めて福岡波の区域外再放送は行っていない。

### テレビ局
- 論理チャンネル番号は代表番号のみ示す。
- ※は別途個別視聴契約が必要なチャンネル。NHKの受信料は別途必要（包括契約はしていない）。
- 配信システムはJC-HITSを使用。
- アナログ放送は「デジアナ変換」のため、2015年3月末に終了。また柳井中継局（石城山）のアナログ放送もUHFで送信されていたことから、アナログ放送の送信チャンネルも地デジのリモコンキーIDに合わせた。

| デジタル  | 放送局                         |
| --------- | ------------------------------ |
| D011(1)   | NHK山口総合                    |
| D021(2)   | NHK山口Eテレ                   |
| D031(3)   | tys テレビ山口                 |
| D041(4)   | KRY 山口放送                   |
| D051(5)   | yab 山口朝日放送               |
| D081(8)   | tss テレビ新広島               |
| D121(12)  | コミュニティチャンネル         |
| B101      | ※NHK BS                        |
| B141      | BS日テレ                       |
| B151      | BS朝日                         |
| B161      | BS-TBS                         |
| B171      | BSテレ東                       |
| B181      | BSフジ                         |
| B191      | ※WOWOWプライム                 |
| B192      | ※WOWOWライブ                   |
| B193      | ※WOWOWシネマ                   |
| B200      | BS10                           |
| B201      | ※BS10スターチャンネル          |
| B211      | BS11                           |
| B222      | TwellV                         |
| B231      | 放送大学テレビ                 |
| B234      | グリーンチャンネル             |
| B236      | BSアニマックス                 |
| B242      | J SPORTS 1                     |
| B243      | J SPORTS 2                     |
| B244      | J SPORTS 3                     |
| B245      | J SPORTS 4                     |
| B251      | BS釣りビジョン                 |
| B252      | WOWOWプラス                    |
| B255      | 日本映画専門チャンネル         |
| B256      | ディズニー・チャンネル         |
| B260      | J:COM BS                       |
| B265      | BSよしもと                     |
| B531      | 放送大学ラジオ                 |
| C055      | ショップチャンネル             |
| C161      | QVC                            |
| C218      | 東映チャンネル                 |
| C219      | 衛星劇場                       |
| C223      | 映画・チャンネルNECO           |
| C227      | ザ・シネマ                     |
| C240      | ムービープラス                 |
| C250      | スカイA                        |
| C254      | GAORA                          |
| C257      | 日テレジータス                 |
| C292      | 時代劇専門チャンネル           |
| C293      | ファミリー劇場                 |
| C294      | ホームドラマチャンネル         |
| C295      | MONDO TV                       |
| C296 C297 | TBSチャンネル                  |
| C298 C299 | テレ朝チャンネル               |
| C300      | 日テレプラス                   |
| C301      | エンタメ～テレ                 |
| C305      | チャンネル銀河                 |
| C307      | フジテレビONE                  |
| C308      | フジテレビTWO                  |
| C310      | スーパードラマTV               |
| C311      | アクションチャンネル           |
| C312      | Dlife(CS放送)                  |
| C314      | LaLa TV                        |
| C316      | ミステリーチャンネル           |
| C317      | KBS WORLD                      |
| C322      | スペースシャワーTV             |
| C323      | MTV                            |
| C325      | MUSIC ON! TV                   |
| C330      | キッズステーション             |
| B236      | アニマックス                   |
| C339      | ディズニージュニア             |
| C340      | ディスカバリーチャンネル       |
| C341      | アニマルプラネット             |
| C342      | ヒストリーチャンネル           |
| C343      | ナショナルジオグラフィック(TV) |

### ラジオ局
受信するためには別途工事が必要。
| MHz  | 放送局       |
| ---- | ------------ |
| 77.9 | FMY          |
| 78.4 | しゅうなんFM |
| 84.0 | NHK山口FM    |